# World Surf League de 2023
A World Surf League de 2023 ou Circuito Mundial de Surfe de 2023 é a 46ª temporada competição mundial de surfe organizada pela World Surf League. Pela terceira vez, a temporada terminará em Lower Trestles, em San Clemente, Estados Unidos, com os cinco primeiros colocados tanto do masculino e feminino da temporada se enfrentando para determinar os respectivos campeões nas finais da WSL. Filipe Toledo e Stephanie Gilmore são os atuais campeões. 10 surfistas da categoria masculina e 8 da feminina poderão se classificar aos Jogos Olímpicos de Verão de 2024. Tatiana Weston-Webb, surfista brasileira que também havia participado em 2020, foi uma das primeiras a classificar-se aos jogos olímpicos em 2024.

## Calendário
O calendário do campeonato consistirá nos seguintes eventos, sujeitos a alterações devido à pandemia do COVID-19.
| Rodada | Data                            | Evento                     | Local                                        |
| ------ | ------------------------------- | -------------------------- | -------------------------------------------- |
| 1      | 29 de Janeiro – 10 de Fevereiro | Billabong Pipeline Masters | Banzai Pipeline, Oahu, Havaí                 |
| 2      | 12 – 23 de Fevereiro            | Hurley Pro Sunset Beach    | Sunset Beach, Oahu, Havaí                    |
| 3      | 8 – 16 de Março                 | MEO Pro Portugal           | Supertubos, Peniche, Portugal                |
| 4      | 4 – 14 de Abril                 | Rip Curl Pro Bells Beach   | Bells Beach, Victoria, Australia             |
| 5      | 20 – 30 de Abril                | Margaret River Pro         | Margaret River, Western Australia, Austrália |
| 6      | 27 – 28 de Maio                 | Surf Ranch Pro             | Lemoore, California, Estados Unidos          |
| 7      | 9 – 18 de Junho                 | Surf City El Salvador Pro  | Punta Roca, La Libertad, El Salvador         |
| 8      | 23 de Junho – 1 de Julho        | Vivo Rio Pro               | Saquarema, Rio de Janeiro, Brasil            |
| 9      | 13 – 22 de Julho                | Corona Open J-Bay          | Jeffreys Bay, Eastern Cape, África do Sul    |
| 10     | 20 – 30 de Agosto               | Tahiti Pro                 | Teahupo'o, Tahiti, French Polynesia          |
| 11     | 7 – 15 de Setembro              | Rip Curl WSL Finals        | San Clemente, California, Estados Unidos     |

## Resultados e classificações

### Resultado dos Eventos
| Rodada | Evento                     | Campeão masculino | Vice Campeão masculino | Campeã feminina | Vice campeã feminino |
| ------ | -------------------------- | ----------------- | ---------------------- | --------------- | -------------------- |
| 1      | Billabong Pipeline Masters | Jack Robinson     | Leonardo Fioravanti    | Carissa Moore   | Tyler Wright         |
| 2      | Hurley Pro Sunset Beach    | Filipe Toledo     | Griffin Colapinto      | Molly Picklum   | Caroline Marks       |
| 3      | MEO Pro Portugal           | João Chianca      | Jack Robinson          | Caitlin Simmers | Courtney Conlogue    |
| 4      | Rip Curl Pro Bells Beach   | Ethan Ewing       | Ryan Callinan          | Tyler Wright    | Molly Picklum        |
| 5      | Margaret River Pro         | Gabriel Medina    | Griffin Colapinto      | Carissa Moore   | Tyler Wright         |
| 6      | Surf Ranch Pro             | Griffin Colapinto | Ítalo Ferreira         | Carissa Moore   | Caroline Marks       |
| 7      | Surf City El Salvador Pro  | Filipe Toledo     | Griffin Colapinto      | Caroline Marks  | Tyler Wright         |
| 8      | VIVO Rio Pro               | Yago Dora         | Ethan Ewing            | Caitlin Simmers | Tyler Wright         |
| 9      | Corona Open J-Bay          | Filipe Toledo     | Ethan Ewing            | Lakey Peterson  | Molly Picklum        |
| 10     | Tahiti Pro                 | Jack Robinson     | Gabriel Medina         | Caroline Marks  | Caitlin Simmers      |
| 11     | Rip Curl WSL Finals        |                   |                        |                 |                      |

### Classificação masculina
Os pontos são concedidos usando a seguinte estrutura:
| Posição | 1º     | 2º    | 3º    | 5º    | 9º    | 17º   | 33º | LES | PAR | DNC |
| ------- | ------ | ----- | ----- | ----- | ----- | ----- | --- | --- | --- | --- |
| Pontos  | 10.000 | 7.800 | 6 085 | 4 745 | 3.320 | 1 330 | 265 | 265 | 265 | 0   |

| Pos.                                | +/-     | Surfista                  | WCT 1 | WCT 2 | WCT 3 | WCT 4 | WCT 5 | WCT 6 | WCT 7 | WCT 8 | WCT 9 | WCT 10 | Finais | Pontuação Total |
| ----------------------------------- | ------- | ------------------------- | ----- | ----- | ----- | ----- | ----- | ----- | ----- | ----- | ----- | ------ | ------ | --------------- |
| 1                                   | Estável | Filipe Toledo (BRA)       | 5º    | 1º    | 17º   | 3º    | 5º    | 3º    | 1º    | 9º    | 1º    | -      | -      | 54 980          |
| 2                                   | 1       | Ethan Ewing (AUS)         | 17º   | 5º    | 9º    | 1º    | 5º    | 3º    | 9º    | 2º    | 2º    | -      | -      | 47 815          |
| 3                                   | 1       | Griffin Colapinto (USA)   | 17º   | 2º    | 5º    | 5º    | 2º    | 1º    | 2º    | 17º   | 9º    | -      | -      | 47 540          |
| 4                                   | Estável | João Chianca (BRA)        | 3º    | 3º    | 1º    | 9º    | 3º    | 5º    | 9º    | 9º    | 9º    | -      | -      | 42 960          |
| 5                                   | Estável | Yago Dora (BRA)           | 9º    | 17º   | 3º    | 9º    | 9º    | 5º    | 17º   | 1º    | 5º    | -      | -      | 36 865          |
| Corte final dos 5 melhores          |         |                           |       |       |       |       |       |       |       |       |       |        |        |                 |
| 6                                   | 1       | Gabriel Medina (BRA)      | 9º    | 9º    | 9º    | 9º    | 1º    | 5º    | 9º    | 17º   | 3º    | -      | -      | 35,440          |
| 7                                   | 1       | John John Florence (HAW)  | 5º    | 9º    | 17º   | 3º    | 3º    | 9º    | 17º   | 3º    | 9º    | -      | -      | 34 290          |
| 8                                   | Estável | Jack Robinson (AUS)       | 1º    | 3º    | 2º    | 17º   | LES   | 17º   | 17º   | 17º   | 5º    | -      | -      | 33 950          |
| 9                                   | Estável | Leonardo Fioravanti (ITA) | 2º    | 9º    | 17º   | 17º   | 9º    | 5º    | 9º    | 5º    | 9º    | -      | -      | 31 900          |
| 10                                  | Estável | Ryan Callinan (AUS)       | 9º    | 17º   | 9º    | 2º    | 9º    | 9º    | 17º   | 3º    | 9º    | -      | -      | 31 815          |
| 11                                  | 1       | Connor O'Leary (AUS)      | 17º   | 33º   | 5º    | 5º    | 5º    | 9º    | 5º    | 17º   | 5º    | -      | -      | 29 705          |
| 12                                  | 1       | Ítalo Ferreira (BRA)      | 17º   | 9º    | 9º    | 17º   | 9º    | 2º    | 5º    | 9º    | 17º   | LES    | -      | 28 485          |
| 13                                  | 3       | Kanoa Igarashi (JAP)      | 17º   | 9º    | 17º   | 9º    | 17º   | 9º    | 5º    | 9º    | 3º    | -      | -      | 26 770          |
| 14                                  | 1       | Barron Mamiya (HAW)       | 17º   | 17º   | 9º    | 17º   | 5º    | 17º   | 5º    | 5º    | 9º    | -      | -      | 24 865          |
| 15                                  | 4       | Ian Gentil (HAW)          | 9º    | 17º   | 9º    | 17º   | 17º   | 9º    | 3º    | 9º    | 5º    | -      | -      | 24 780          |
| 16                                  | Estável | Jordy Smith (RSA)         | 5º    | 17º   | 17º   | 9º    | 9º    | 9º    | 17º   | 9º    | 9º    | -      | -      | 24 005          |
| 17                                  | 3       | Liam O'Brien (AUS)        | 5º    | 17º   | 17º   | 17º   | 9º    | 17º   | 3º    | 9º    | 17º   | -      | -      | 22 790          |
| 17                                  | 3       | Caio Ibelli (BRA)         | 3º    | 5º    | 9º    | 17º   | 17º   | 17º   | 9º    | 17º   | 17º   | -      | -      | 22 790          |
| 19                                  | 1       | Matthew McGillivray (RSA) | 33º   | 5º    | 17º   | 5º    | 9º    | 9º    | 17º   | 17º   | 17º   | -      | -      | 21 450          |
| 20                                  | 1       | Callum Robson (AUS)       | 9º    | 17º   | 3º    | 33º   | 9º    | 17º   | 9º    | 17º   | 17º   | -      | -      | 21 365          |
| 21                                  | 1       | Rio Waida (IDN)           | 9º    | 17º   | 5º    | 33º   | 33º   | 17º   | 9º    | 17º   | 9º    | -      | -      | 18 960          |
| 22                                  | 1       | Seth Moniz (HAW)          | 9º    | 9º    | 17º   | 17º   | 17º   | LES   | 9º    | 9º    | 17º   | -      | -      | 17 535          |
| 23                                  | Estável | Kelly Slater (USA)        | 17º   | 9º    | 17º   | 17º   | 17º   | 17º   | 17º   | LES   | 17º   | -      | -      | 13 555          |
| Linha de corte do meio da temporada |         |                           |       |       |       |       |       |       |       |       |       |        |        |                 |
| 23                                  | Estável | Samuel Pupo (BRA)         | 17º   | 17º   | 5º    | 17º   | 17º   | -     | -     | 5º    | -     | -      | -      | 8 735           |
| 23                                  | Estável | Nat Young (USA)           | 17º   | 5º    | 17º   | 17º   | 17º   | -     | -     | -     | -     | -      | -      | 8 735           |
| 23                                  | Estável | Jackson Baker (AUS)       | 17º   | 17º   | 17º   | 5º    | 17º   | -     | -     | -     | -     | -      | -      | 8 735           |
| 26                                  | Estável | Miguel Pupo (BRA)         | 9º    | 9º    | 17º   | LES   | LES   | -     | -     | -     | -     | -      | -      | 8 235           |
| 27                                  | Estável | Michael Rodrigues (BRA)   | 17º   | 17º   | 17º   | 9º    | 33º   | -     | -     | -     | -     | -      | -      | 7 310           |
| 29                                  | Estável | Maxime Huscenot (FRA)     | 17º   | 33º   | 33º   | 9º    | 17º   | -     | -     | -     | -     | -      | -      | 6 245           |
| 30                                  | Estável | Jake Marshall (USA)       | 17º   | 17º   | 17º   | 33º   | 17º   | -     | -     | -     | -     | -      | -      | 5 320           |
| 30                                  | Estável | Kolohe Andino (USA)       | 17º   | 17º   | 33º   | 17º   | 17º   | -     | -     | -     | -     | -      | -      | 5 320           |
| 32                                  | Estável | Ezekiel Lau (HAW)         | 17º   | 33º   | 33º   | 17º   | 17º   | -     | -     | -     | -     | -      | -      | 4 255           |
| 32                                  | Estável | Carlos Munoz (CRC)        | 17º   | 17º   | 17º   | 33º   | 33º   | -     | -     | -     | -     | -      | -      | 4 255           |
| 34                                  | Estável | Jadson André (BRA)        | 33º   | LES   | LES   | LES   | LES   | -     | -     | -     | -     | -      | -      | 1 060           |
| 34                                  | Estável | Ranzi Boukhiam (MAR)      | LES   | LES   | LES   | LES   | LES   | -     | -     | 5º    | -     | -      | -      | 1 060           |

### Classificação feminina
Os pontos são concedidos usando a seguinte estrutura:
| Posição | 1º     | 2º    | 3º    | 5º    | 9º    | 17º   | LES   | PAR   | DNC |
| ------- | ------ | ----- | ----- | ----- | ----- | ----- | ----- | ----- | --- |
| Pontos  | 10 000 | 7 800 | 6 085 | 4 745 | 2 610 | 1 045 | 1 045 | 1 045 | 0   |

| Pos.                                | +/-     | Surfista                      | WCT 1 | WCT 2 | WCT 3 | WCT 4 | WCT 5 | WCT 6 | WCT 7 | WCT 8 | WCT 9 | WCT 10 | Finais | Pontuação Total |
| ----------------------------------- | ------- | ----------------------------- | ----- | ----- | ----- | ----- | ----- | ----- | ----- | ----- | ----- | ------ | ------ | --------------- |
| 1                                   | Estável | Carissa Moore (HAW)           | 1º    | 5º    | 9º    | 5º    | 1º    | 1º    | 3º    | 3º    | 3º    | -      | -      | 57 745          |
| 2                                   | Estável | Tyler Wright (AUS)            | 2º    | 3º    | 17º   | 1º    | 2º    | 9º    | 2º    | 2º    | 3º    | -      | -      | 55 980          |
| 3                                   | Estável | Caroline Marks (USA)          | 9º    | 2º    | 9º    | 5º    | 3º    | 2º    | 1º    | 3º    | 5º    | -      | -      | 49 870          |
| 4                                   | Estável | Molly Picklum (AUS)           | 5º    | 1º    | 5º    | 2º    | 5º    | 5º    | 5º    | 5º    | 2º    | -      | -      | 49 325          |
| 5                                   | Estável | Caitlin Simmers (USA)         | 9º    | 5º    | 1º    | 9º    | 9º    | 3º    | 9º    | 1º    | 9º    | -      | -      | 41 270          |
| Corte final das 5 melhores          |         |                               |       |       |       |       |       |       |       |       |       |        |        |                 |
| 6                                   | 2       | Lakey Peterson (USA)          | 3º    | 9º    | 17º   | 9º    | 5º    | 5º    | 9º    | 5º    | 1º    |        |        | 38 150          |
| 7                                   | 1       | Stephanie Gilmore (AUS)       | 17º   | 5º    | 9º    | 3º    | 5º    | 5º    | 3º    | 9º    | 5º    |        |        | 36 370          |
| 8                                   | 2       | Tatiana Weston-Webb (BRA)     | 5º    | 9º    | 3º    | 5º    | 9º    | 3º    | 5º    | 9º    | 9º    | -      | -      | 34 235          |
| 9                                   | 1       | Gabriela Bryan (HAW)          | 5º    | 3º    | 9º    | 9º    | 9º    | 9º    | 5º    | 5º    | 5º    | -      | -      | 32 895          |
| 10                                  | 2       | Bettylou Sakura Johnson (HAW) | 3º    | 9º    | 9º    | 5º    | 9º    | 9º    | 5º    | 5º    | 9º    | -      | -      | 30 760          |
| 11                                  | Estável | Johanne Defay (FRA)           | LES   | LES   | LES   | 17º   | 9º    | 5º    | 9º    | 9º    | 9º    | -      | -      | 18 320          |
| Linha de corte do meio da temporada |         |                               |       |       |       |       |       |       |       |       |       |        |        |                 |
| 12                                  | Estável | Brisa Hennessy (CRI)          | 5º    | 5º    | 9º    | 17º   | 9º    | -     | -     | -     | -     | -      | -      | 14 710          |
| 12                                  | Estável | Sally Fitzgibbons (AUS)       | 9º    | 9º    | 5º    | 9º    | 5º    | -     | -     | -     | -     | -      | -      | 14 710          |
| 13                                  | Estável | Courtney Conlogue (USA)       | 17º   | 17º   | 2º    | 9º    | 9º    | -     | -     | -     | -     | -      | -      | 14 065          |
| 14                                  | Estável | Isabella Nichols (AUS)        | 9º    | 9º    | 9º    | 3º    | 17º   | -     | -     | -     | -     | -      | -      | 13 915          |
| 14                                  | Estável | Macy Callaghan (AUS)          | 9º    | 9º    | 3º    | 9º    | 17º   | -     | -     | -     | -     | -      | -      | 13 915          |
| 16                                  | Estável | Sophie McCulloch (AUS)        | LES   | LES   | 5º    | 9º    | 9º    | -     | -     | -     | -     | -      | -      | 11 010          |
| 17                                  | Estável | Teresa Bonvalot (POR)         | 9º    | 17º   | 9º    | -     | -     | -     | -     | -     | -     | -      | -      | 6 265           |